# Takahiro Shimada
Takahiro Shimada (島田貴裕?, Shimada Takahiro; Osaka, 9 febbraio 1965) è un ex calciatore giapponese, di ruolo difensore.

## Carriera
Con il Gamba Osaka ha in giocato 174 gare della prima divisione nazionale e nella vittoriosa finale di Coppa dell'Imperatore 1990.

## Palmarès
- Coppa dell'Imperatore: 1

Matsushita Electric: 1990